# August Dieskau
Johann Wilhelm August Dieskau (* 22. April 1805 in Dieskau; † 8. Juli 1889 in Althaldensleben) war ein deutscher Kunstgärtner.

## Leben
Dieskau war das uneheliche Kind von Magdalene Hupe. Sein Großvater war Gärtner. Vormund des Kindes wurde der Botaniker und Professor an der Universität Halle, Kurt Sprengel. Im Botanischen Garten Halle wurde er auf Betreiben seines Vormunds zum Kunstgärtner ausgebildet. Sprengel vermittelte im Anschluss an die Ausbildung eine Anstellung Dieskaus bei Johann Gottlob Nathusius in Althaldensleben. In der zum Unternehmen Nathusius gehörenden Kunst- und Handelsgärtnerei Althaldensleben zog Dieskau aus Samen den Nathusius’ Taubenapfel. Er gehörte als Obstgärtner zu den wesentlichen Mitgestaltern des von Nathusius seit 1821 gestalteten Landschaftsparks zwischen Hundisburg und Haldensleben. Von ihm ist überliefert, dass er die große Platane am Schwanenteich des Parks pflanzte.
1843 heiratete Dieskau zum zweiten Mal. Aus dieser Ehe mit Caroline Tripler ging der Sohn Otto Dieskau, später ein Lehrer und Heimatforscher, hervor.